# Center (fútbol americano)

Center (C) (en varios medios latinoamericanos es referido como Centro) es un anglicismo utilizado para una posición en el fútbol americano y el fútbol canadiense (escrito centre en inglés canadiense). En el fútbol americano profesional moderno, los centros suelen ser los linemen ofensivos más pequeños, lo que no quiere decir que sean menos contundentes y potentes.
Su función es pasar la bola entre sus piernas para entregársela normalmente al quarterback, aunque a veces también al punter o al holder, en una acción llamada snap.
En jugadas que requieren un snap largo (puede ser un despeje o un gol de campo), se le da protección al centro impidiendo a los linemen defensivos atacar el hueco del centro hasta que el jugador en cuestión haya logrado recuperarse del snap y haya podido adoptar una posición y situación de bloqueo adecuada.

## Números
En la National Football League los centers sólo pueden llevar los números del 50 al 79.
- Datos: Q25075
- Multimedia: American football centers / Q25075